# Šćedro
Šćedro je otok uz južnu obalu Hvara, udaljen oko milju od mjesta Zavala na Hvaru. Šćedro od Hvara dijeli Šćedorski kanal, a od Korčule - Korčulanski kanal. Pored Hvara, Šćedru najbliže kopno su hridi Lukavci - 2 hridi oko 3 km zapadno od Šćedra.
Na otoku ljeti živi otprilike 30 ljudi, a zimi oko 15. Nekad su na otoku bila primorska naseljena mjesta Lovišće, Srida i Rake (zaljev Lovišće), Mostir/Moster u uvali Mostir, i Nastane odnosno selo Stan u unutarnjem dijelu otoka. Danas selo Nastane ima samo dvije održavane kuće a ostalo su ruševine. Na otoku su i 4 restorana. Od kulturnih objekata, na otoku se nalaze ostatci dominikanskog samostana.
Otok nema struje ni vode pa se koriste gustirne kojim se svake godine provjerava kakvoća vode, a za struju se koriste agregati i solarna struja. 
U Rakama je bila villa maritima, danas na dnu uvale Raka.
Na južnoj strani otoka se nalazi krilo aviona iz drugog svj. rata, a trup aviona je malo dublje u moru.
Prema povijesnim zapisima, otok se prije zvao Torkola.
Šćedro ima nešto vlažniju klimu nego sjeverniji Hvar, zbog čega je u prošlosti na Šćedru jako dobro uspijevala pšenica.
Uvale otoka Šćedra poznata su sidrišta i sigurne luke još od starog vijeka. U pomorju otoka Šćedra vodile su se poznate bitke iz doba starog Rima, poput one između Pompeja i Cezara 49. pr. Krista. Tragovi bitke nalaze su u morskim dubinama oko Šćedra. Danas je zaštićen kao park prirode.

## Vanjske poveznice
|  | Zajednički poslužitelj ima još gradiva o temi Šćedro |